# Monarquía en Irán
La monarquía iraní fue una de la más duraderas del mundo. La monarquía como forma de gobierno, con diferentes denominaciones, ha tenido muchas transformaciones a lo largo de los siglos, en el espacio geográfico del llamado "Gran Irán", desde la Edad Antigua, en la época del Imperio persa, hasta el moderno Irán.
Sah ("rey") era el título tradicional del monarca hereditario de la monarquía iraní aunque el título, cuando es utilizado por los occidentales hoy, se refiere generalmente a Mohammad Reza Pahlevi, el último sah. Según la orden real de la precedencia, el sah era igual en estado a un emperador (shāhān shāh -"rey de reyes"-).
Durante gran parte de su existencia, la monarquía iraní fue una monarquía absoluta, aunque a principios del siglo XX y después de la Segunda Guerra Mundial hubo tentativas para convertirla en una monarquía constitucional.
La moderna monarquía iraní fue establecida en 1502, cuando se estableció la dinastía safávida con el Sah Ismail I, y terminara la "cuarta era supuesta" de la fragmentación política. La monarquía iraní fue suprimida en 1979 cuando la Revolución islámica conducida por el Ayatollah Khomeini obligara a exiliarse a Mohammad Reza Pahlevi, estableciéndose una república islámica.

## Dinastías
- Imperio medo (siglo VII-VI a. C.)
- Imperio aqueménida (siglo VI-IV a. C.)
- Helenización (Imperio de Alejandro e Imperio seléucida, siglo IV-III a. C.)
- Imperio parto (siglo III a. C.-siglo III d. C.)
- Imperio sasánida (siglo III-VII)
- Islamización (Califato omeya y Califato abbasí, siglo VII-IX)
- Dinastía tahirí (siglo IX)
- Dinastía saffarí (siglo IX-X)
- Dinastía búyida (siglo X-XI)
- Dinastía joremzita (Imperio corasmio, siglo XI-XIII)
- Invasión mongola (Ilkanato, siglo XIII-XIV)
- Dinastía timúrida (siglo XIV-XVI))
- Imperio safávida (siglo XVI-XVIII)
- Dinastía afsárida (siglo XVIII)
- Dinastía Zand (siglo XVIII)
- Dinastía Kayar (siglo XVIII-XX)
- Dinastía Palevi (siglo XX)

## Reyes o emperadores de Irán o Persia
- Anexo:Reyes de Persia

- Datos: Q9034333